# Tournoi de Hong Kong de rugby à sept 2015
Navigation
2014 2016
Le Tournoi de Hong Kong de rugby à sept 2015 est la sixième étape de la saison 2014-2015 de l'IRB Sevens World Series. L'évènement accueille également un des tournois de qualification regroupant 12 équipes dont le vainqueur pourra participer au Seven World Series l'année suivante. Elle se déroule sur trois jours les 27, 28, et 29 mars 2015 au Hong Kong Stadium de Hong Kong. Le tournoi de qualification est gagné par la Russie en battant l'équipe du Zimbabwe en finale sur le score de 22 à 19, offrant ainsi à la Russie le statut d'équipe permanente (Core team) pour l'édition 2015-2016 du sevens world series. Le tournoi principal est gagné par l'équipe des Fidji, qui battent en finale l'équipe de Nouvelle-Zélande sur le score de 33 à 19,.

## Équipes participantes
Seven World Series
Seize équipes participent au tournoi principal (quinze équipes permanentes plus une invitée) :
- Afrique du Sud
- Angleterre
- Argentine
- Australie
- Canada
- Écosse
- Espagne
- États-Unis
- France
- Fidji
- Pays de Galles
- Kenya
- Nouvelle-Zélande
- Portugal
- Samoa
- Belgique (invitée)

Tournoi de qualification
12 équipes réparties en 3 poules participent au tournoi de qualification :
- Brésil
- Corée du Sud
- Espagne (d)
- Guyana
- Hong Kong
- Mexique
- Papouasie-Nouvelle-Guinée
- Russie (d)
- Tunisie
- Tonga
- Uruguay
- Zimbabwe

## Tournoi principal

### Phase de poules

#### Poule A
| Rang | Pays     | J | V | N | D | Pm  | Pe | Diff | Pts |
| ---- | -------- | - | - | - | - | --- | -- | ---- | --- |
| 1    | Fidji    | 3 | 3 | 0 | 0 | 121 | 19 | +102 | 9   |
| 2    | Samoa    | 3 | 2 | 0 | 1 | 65  | 62 | +3   | 7   |
| 3    | Canada   | 3 | 1 | 0 | 2 | 47  | 81 | -34  | 5   |
| 4    | Belgique | 3 | 0 | 0 | 3 | 24  | 95 | -71  | 3   |

| 27 mars 2015 20 h 44 UTC+08:00 | Fidji | 38 - 12 | Samoa | Hong Kong Stadium, Hong Kong |
| 27 mars 2015 20 h 44 UTC+08:00 |       |         |       | Hong Kong Stadium, Hong Kong |
| 27 mars 2015 20 h 44 UTC+08:00 |       |         |       | Hong Kong Stadium, Hong Kong |

| 27 mars 2015 19 h 16 UTC+08:00 | Canada | 28 - 12 | Belgique | Hong Kong Stadium, Hong Kong |
| 27 mars 2015 19 h 16 UTC+08:00 |        |         |          | Hong Kong Stadium, Hong Kong |
| 27 mars 2015 19 h 16 UTC+08:00 |        |         |          | Hong Kong Stadium, Hong Kong |

| 28 mars 2015 13 h 46 UTC+08:00 | Fidji | 38 - 7 | Belgique | Hong Kong Stadium, Hong Kong |
| 28 mars 2015 13 h 46 UTC+08:00 |       |        |          | Hong Kong Stadium, Hong Kong |
| 28 mars 2015 13 h 46 UTC+08:00 |       |        |          | Hong Kong Stadium, Hong Kong |

| 28 mars 2015 13 h 24 UTC+08:00 | Canada | 19 - 24 | Samoa | Hong Kong Stadium, Hong Kong |
| 28 mars 2015 13 h 24 UTC+08:00 |        |         |       | Hong Kong Stadium, Hong Kong |
| 28 mars 2015 13 h 24 UTC+08:00 |        |         |       | Hong Kong Stadium, Hong Kong |

| 28 mars 2015 17 h 48 UTC+08:00 | Fidji | 45 - 0 | Canada | Hong Kong Stadium, Hong Kong |
| 28 mars 2015 17 h 48 UTC+08:00 |       |        |        | Hong Kong Stadium, Hong Kong |
| 28 mars 2015 17 h 48 UTC+08:00 |       |        |        | Hong Kong Stadium, Hong Kong |

| 28 mars 2015 16 h 20 UTC+08:00 | Samoa | 29 - 5 | Belgique | Hong Kong Stadium, Hong Kong |
| 28 mars 2015 16 h 20 UTC+08:00 |       |        |          | Hong Kong Stadium, Hong Kong |
| 28 mars 2015 16 h 20 UTC+08:00 |       |        |          | Hong Kong Stadium, Hong Kong |

#### Poule B
| Rang | Pays             | J | V | N | D | Pm | Pe | Diff | Pts |
| ---- | ---------------- | - | - | - | - | -- | -- | ---- | --- |
| 1    | Nouvelle-Zélande | 3 | 2 | 1 | 0 | 64 | 36 | +28  | 8   |
| 2    | Australie        | 3 | 2 | 0 | 1 | 59 | 24 | +35  | 7   |
| 3    | Écosse           | 3 | 1 | 0 | 2 | 26 | 59 | -33  | 5   |
| 4    | Portugal         | 3 | 0 | 1 | 2 | 41 | 71 | -30  | 4   |

| 27 mars 2015 20 h 22 UTC+08:00 | Nouvelle-Zélande | 26 - 7 | Écosse | Hong Kong Stadium, Hong Kong |
| 27 mars 2015 20 h 22 UTC+08:00 |                  |        |        | Hong Kong Stadium, Hong Kong |
| 27 mars 2015 20 h 22 UTC+08:00 |                  |        |        | Hong Kong Stadium, Hong Kong |

| 27 mars 2015 18 h 54 UTC+08:00 | Australie | 33 - 5 | Portugal | Hong Kong Stadium, Hong Kong |
| 27 mars 2015 18 h 54 UTC+08:00 |           |        |          | Hong Kong Stadium, Hong Kong |
| 27 mars 2015 18 h 54 UTC+08:00 |           |        |          | Hong Kong Stadium, Hong Kong |

| 28 mars 2015 13 h 02 UTC+08:00 | Nouvelle-Zélande | 24 - 24 | Portugal | Hong Kong Stadium, Hong Kong |
| 28 mars 2015 13 h 02 UTC+08:00 |                  |         |          | Hong Kong Stadium, Hong Kong |
| 28 mars 2015 13 h 02 UTC+08:00 |                  |         |          | Hong Kong Stadium, Hong Kong |

| 28 mars 2015 12 h 40 UTC+08:00 | Australie | 21 - 5 | Écosse | Hong Kong Stadium, Hong Kong |
| 28 mars 2015 12 h 40 UTC+08:00 |           |        |        | Hong Kong Stadium, Hong Kong |
| 28 mars 2015 12 h 40 UTC+08:00 |           |        |        | Hong Kong Stadium, Hong Kong |

| 28 mars 2015 17 h 26 UTC+08:00 | Nouvelle-Zélande | 14 - 5 | Australie | Hong Kong Stadium, Hong Kong |
| 28 mars 2015 17 h 26 UTC+08:00 |                  |        |           | Hong Kong Stadium, Hong Kong |
| 28 mars 2015 17 h 26 UTC+08:00 |                  |        |           | Hong Kong Stadium, Hong Kong |

| 28 mars 2015 15 h 58 UTC+08:00 | Écosse | 14 - 12 | Portugal | Hong Kong Stadium, Hong Kong |
| 28 mars 2015 15 h 58 UTC+08:00 |        |         |          | Hong Kong Stadium, Hong Kong |
| 28 mars 2015 15 h 58 UTC+08:00 |        |         |          | Hong Kong Stadium, Hong Kong |

#### Poule C
| Rang | Pays           | J | V | N | D | Pm | Pe | Diff | Pts |
| ---- | -------------- | - | - | - | - | -- | -- | ---- | --- |
| 1    | Afrique du Sud | 3 | 3 | 0 | 0 | 80 | 7  | +73  | 9   |
| 2    | Argentine      | 3 | 2 | 0 | 1 | 45 | 43 | +2   | 7   |
| 3    | France         | 3 | 1 | 0 | 2 | 36 | 62 | -26  | 5   |
| 4    | Japon          | 3 | 0 | 0 | 3 | 21 | 70 | -49  | 3   |

| 27 mars 2015 20 h 00 UTC+08:00 | Afrique du Sud | 24 - 0 | Argentine | Hong Kong Stadium, Hong Kong |
| 27 mars 2015 20 h 00 UTC+08:00 |                |        |           | Hong Kong Stadium, Hong Kong |
| 27 mars 2015 20 h 00 UTC+08:00 |                |        |           | Hong Kong Stadium, Hong Kong |

| 27 mars 2015 18 h 32 UTC+08:00 | France | 24 - 7 | Japon | Hong Kong Stadium, Hong Kong |
| 27 mars 2015 18 h 32 UTC+08:00 |        |        |       | Hong Kong Stadium, Hong Kong |
| 27 mars 2015 18 h 32 UTC+08:00 |        |        |       | Hong Kong Stadium, Hong Kong |

| 28 mars 2015 12 h 18 UTC+08:00 | Afrique du Sud | 27 - 0 | Japon | Hong Kong Stadium, Hong Kong |
| 28 mars 2015 12 h 18 UTC+08:00 |                |        |       | Hong Kong Stadium, Hong Kong |
| 28 mars 2015 12 h 18 UTC+08:00 |                |        |       | Hong Kong Stadium, Hong Kong |

| 28 mars 2015 11 h 56 UTC+08:00 | France | 5 - 26 | Argentine | Hong Kong Stadium, Hong Kong |
| 28 mars 2015 11 h 56 UTC+08:00 |        |        |           | Hong Kong Stadium, Hong Kong |
| 28 mars 2015 11 h 56 UTC+08:00 |        |        |           | Hong Kong Stadium, Hong Kong |

| 28 mars 2015 17 h 04 UTC+08:00 | Afrique du Sud | 29 - 7 | France | Hong Kong Stadium, Hong Kong |
| 28 mars 2015 17 h 04 UTC+08:00 |                |        |        | Hong Kong Stadium, Hong Kong |
| 28 mars 2015 17 h 04 UTC+08:00 |                |        |        | Hong Kong Stadium, Hong Kong |

| 28 mars 2015 15 h 36 UTC+08:00 | Argentine | 19 - 14 | Japon | Hong Kong Stadium, Hong Kong |
| 28 mars 2015 15 h 36 UTC+08:00 |           |         |       | Hong Kong Stadium, Hong Kong |
| 28 mars 2015 15 h 36 UTC+08:00 |           |         |       | Hong Kong Stadium, Hong Kong |

#### Poule D
| Rang | Pays           | J | V | N | D | Pm | Pe | Diff | Pts |
| ---- | -------------- | - | - | - | - | -- | -- | ---- | --- |
| 1    | États-Unis     | 3 | 2 | 1 | 0 | 82 | 47 | +35  | 8   |
| 1    | Angleterre     | 3 | 2 | 1 | 0 | 64 | 47 | +17  | 8   |
| 3    | Pays de Galles | 3 | 1 | 0 | 2 | 50 | 78 | -28  | 5   |
| 3    | Kenya          | 3 | 0 | 0 | 3 | 33 | 57 | -24  | 3   |

| 27 mars 2015 19 h 38 UTC+08:00 | États-Unis | 21 - 14 | Kenya | Hong Kong Stadium, Hong Kong |
| 27 mars 2015 19 h 38 UTC+08:00 |            |         |       | Hong Kong Stadium, Hong Kong |
| 27 mars 2015 19 h 38 UTC+08:00 |            |         |       | Hong Kong Stadium, Hong Kong |

| 27 mars 2015 18 h 10 UTC+08:00 | Angleterre | 26 - 19 | Pays de Galles | Hong Kong Stadium, Hong Kong |
| 27 mars 2015 18 h 10 UTC+08:00 |            |         |                | Hong Kong Stadium, Hong Kong |
| 27 mars 2015 18 h 10 UTC+08:00 |            |         |                | Hong Kong Stadium, Hong Kong |

| 28 mars 2015 11 h 34 UTC+08:00 | États-Unis | 40 - 12 | Pays de Galles | Hong Kong Stadium, Hong Kong |
| 28 mars 2015 11 h 34 UTC+08:00 |            |         |                | Hong Kong Stadium, Hong Kong |
| 28 mars 2015 11 h 34 UTC+08:00 |            |         |                | Hong Kong Stadium, Hong Kong |

| 28 mars 2015 11 h 12 UTC+08:00 | Angleterre | 17 - 7 | Kenya | Hong Kong Stadium, Hong Kong |
| 28 mars 2015 11 h 12 UTC+08:00 |            |        |       | Hong Kong Stadium, Hong Kong |
| 28 mars 2015 11 h 12 UTC+08:00 |            |        |       | Hong Kong Stadium, Hong Kong |

| 28 mars 2015 16 h 42 UTC+08:00 | États-Unis | 21 - 21 | Angleterre | Hong Kong Stadium, Hong Kong |
| 28 mars 2015 16 h 42 UTC+08:00 |            |         |            | Hong Kong Stadium, Hong Kong |
| 28 mars 2015 16 h 42 UTC+08:00 |            |         |            | Hong Kong Stadium, Hong Kong |

| 28 mars 2015 15 h 14 UTC+08:00 | Kenya | 12 - 19 | Pays de Galles | Hong Kong Stadium, Hong Kong |
| 28 mars 2015 15 h 14 UTC+08:00 |       |         |                | Hong Kong Stadium, Hong Kong |
| 28 mars 2015 15 h 14 UTC+08:00 |       |         |                | Hong Kong Stadium, Hong Kong |

### Phase finale
Résultats de la phase finale.

#### Tournois principaux

##### Cup
|  | Quarts de finale                 | Quarts de finale                 |                                  |                                  | Demi-finales                     | Demi-finales                     |    |  | Finale                           | Finale                           |
|  | Quarts de finale                 | Quarts de finale                 |                                  |                                  | Demi-finales                     | Demi-finales                     |    |  | Finale                           | Finale                           |
|  |                                  |                                  |                                  |                                  |                                  |                                  |    |  |                                  |                                  |
|  | 29 mars 2015 - 10 h 58 UTC+08:00 | 29 mars 2015 - 10 h 58 UTC+08:00 |                                  |                                  | 29 mars 2015 - 15 h 46 UTC+08:00 | 29 mars 2015 - 15 h 46 UTC+08:00 |    |  | 29 mars 2015 - 19 h 00 UTC+08:00 | 29 mars 2015 - 19 h 00 UTC+08:00 |
|  | 29 mars 2015 - 10 h 58 UTC+08:00 | 29 mars 2015 - 10 h 58 UTC+08:00 |                                  |                                  | 29 mars 2015 - 15 h 46 UTC+08:00 | 29 mars 2015 - 15 h 46 UTC+08:00 |    |  | 29 mars 2015 - 19 h 00 UTC+08:00 | 29 mars 2015 - 19 h 00 UTC+08:00 |
|  | Fidji                            | 14                               |                                  |                                  | 29 mars 2015 - 15 h 46 UTC+08:00 | 29 mars 2015 - 15 h 46 UTC+08:00 |    |  | 29 mars 2015 - 19 h 00 UTC+08:00 | 29 mars 2015 - 19 h 00 UTC+08:00 |
|  | Fidji                            | 14                               |                                  |                                  | 29 mars 2015 - 15 h 46 UTC+08:00 | 29 mars 2015 - 15 h 46 UTC+08:00 |    |  | 29 mars 2015 - 19 h 00 UTC+08:00 | 29 mars 2015 - 19 h 00 UTC+08:00 |
|  | Angleterre                       | 12                               |                                  |                                  | 29 mars 2015 - 15 h 46 UTC+08:00 | 29 mars 2015 - 15 h 46 UTC+08:00 |    |  | 29 mars 2015 - 19 h 00 UTC+08:00 | 29 mars 2015 - 19 h 00 UTC+08:00 |
|  | Angleterre                       | 12                               | Fidji                            | 21                               |                                  |                                  |    |  | 29 mars 2015 - 19 h 00 UTC+08:00 | 29 mars 2015 - 19 h 00 UTC+08:00 |
|  | 29 mars 2015 - 11 h 20 UTC+08:00 |                                  | Fidji                            | 21                               |                                  |                                  |    |  | 29 mars 2015 - 19 h 00 UTC+08:00 | 29 mars 2015 - 19 h 00 UTC+08:00 |
|  |                                  | Afrique du Sud                   | 15                               |                                  |                                  |                                  |    |  | 29 mars 2015 - 19 h 00 UTC+08:00 | 29 mars 2015 - 19 h 00 UTC+08:00 |
|  | Afrique du Sud                   | Afrique du Sud                   | 15                               | 7                                |                                  |                                  |    |  | 29 mars 2015 - 19 h 00 UTC+08:00 | 29 mars 2015 - 19 h 00 UTC+08:00 |
|  | Afrique du Sud                   |                                  |                                  | 7                                |                                  |                                  |    |  | 29 mars 2015 - 19 h 00 UTC+08:00 | 29 mars 2015 - 19 h 00 UTC+08:00 |
|  | Australie                        | 5                                |                                  |                                  |                                  |                                  |    |  | 29 mars 2015 - 19 h 00 UTC+08:00 | 29 mars 2015 - 19 h 00 UTC+08:00 |
|  | Australie                        | 5                                | Fidji                            | 33                               |                                  |                                  |    |  |                                  |                                  |
|  | 29 mars 2015 - 11 h 42 UTC+08:00 |                                  | Fidji                            | 33                               |                                  |                                  |    |  |                                  |                                  |
|  |                                  | Nouvelle-Zélande                 | 19                               |                                  |                                  |                                  |    |  |                                  |                                  |
|  | États-Unis                       | Nouvelle-Zélande                 | 19                               | 15                               |                                  |                                  |    |  |                                  |                                  |
|  | États-Unis                       | 29 mars 2015 - 16 h 08 UTC+08:00 |                                  | 15                               |                                  |                                  |    |  |                                  |                                  |
|  | Samoa                            | 26                               |                                  |                                  |                                  |                                  |    |  |                                  |                                  |
|  | Samoa                            | 26                               | Samoa                            | 14                               |                                  |                                  |    |  |                                  |                                  |
|  | 29 mars 2015 - 12 h 04 UTC+08:00 | 29 mars 2015 - 12 h 04 UTC+08:00 | Samoa                            | 14                               | Match pour la 3e place           | Match pour la 3e place           |    |  |                                  |                                  |
|  | 29 mars 2015 - 12 h 04 UTC+08:00 | 29 mars 2015 - 12 h 04 UTC+08:00 |                                  | Nouvelle-Zélande                 | Match pour la 3e place           | Match pour la 3e place           | 15 |  |                                  |                                  |
|  | Nouvelle-Zélande                 | 31                               | 29 mars 2015 - 18 h 30 UTC+08:00 | 29 mars 2015 - 18 h 30 UTC+08:00 |                                  |                                  | 15 |  |                                  |                                  |
|  | Nouvelle-Zélande                 | 31                               | 29 mars 2015 - 18 h 30 UTC+08:00 | 29 mars 2015 - 18 h 30 UTC+08:00 |                                  |                                  |    |  |                                  |                                  |
|  | Argentine                        | 21                               |                                  | Afrique du Sud                   | 26                               |                                  |    |  |                                  |                                  |
|  | Argentine                        | 21                               |                                  | Afrique du Sud                   | 26                               |                                  |    |  |                                  |                                  |
|  |                                  |                                  |                                  |                                  |                                  |                                  |    |  | Samoa                            | 5                                |
|  |                                  |                                  |                                  |                                  |                                  |                                  |    |  | Samoa                            | 5                                |

##### Bowl
|  | Quarts de finale                 | Quarts de finale                 |                |    | Demi-finales                     | Demi-finales                     |  |  | Finale                           | Finale                           |
|  | Quarts de finale                 | Quarts de finale                 |                |    | Demi-finales                     | Demi-finales                     |  |  | Finale                           | Finale                           |
|  |                                  |                                  |                |    |                                  |                                  |  |  |                                  |                                  |
|  | 29 mars 2015 - 9 h 30 UTC+08:00  | 29 mars 2015 - 9 h 30 UTC+08:00  |                |    | 29 mars 2015 - 14 h 18 UTC+08:00 | 29 mars 2015 - 14 h 18 UTC+08:00 |  |  | 29 mars 2015 - 17 h 30 UTC+08:00 | 29 mars 2015 - 17 h 30 UTC+08:00 |
|  | 29 mars 2015 - 9 h 30 UTC+08:00  | 29 mars 2015 - 9 h 30 UTC+08:00  |                |    | 29 mars 2015 - 14 h 18 UTC+08:00 | 29 mars 2015 - 14 h 18 UTC+08:00 |  |  | 29 mars 2015 - 17 h 30 UTC+08:00 | 29 mars 2015 - 17 h 30 UTC+08:00 |
|  | Canada                           | 21                               |                |    | 29 mars 2015 - 14 h 18 UTC+08:00 | 29 mars 2015 - 14 h 18 UTC+08:00 |  |  | 29 mars 2015 - 17 h 30 UTC+08:00 | 29 mars 2015 - 17 h 30 UTC+08:00 |
|  | Canada                           | 21                               |                |    | 29 mars 2015 - 14 h 18 UTC+08:00 | 29 mars 2015 - 14 h 18 UTC+08:00 |  |  | 29 mars 2015 - 17 h 30 UTC+08:00 | 29 mars 2015 - 17 h 30 UTC+08:00 |
|  | Kenya                            | 10                               |                |    | 29 mars 2015 - 14 h 18 UTC+08:00 | 29 mars 2015 - 14 h 18 UTC+08:00 |  |  | 29 mars 2015 - 17 h 30 UTC+08:00 | 29 mars 2015 - 17 h 30 UTC+08:00 |
|  | Kenya                            | 10                               | Canada         | 19 |                                  |                                  |  |  | 29 mars 2015 - 17 h 30 UTC+08:00 | 29 mars 2015 - 17 h 30 UTC+08:00 |
|  | 29 mars 2015 - 9 h 52 UTC+08:00  |                                  | Canada         | 19 |                                  |                                  |  |  | 29 mars 2015 - 17 h 30 UTC+08:00 | 29 mars 2015 - 17 h 30 UTC+08:00 |
|  |                                  | France                           | 38             |    |                                  |                                  |  |  | 29 mars 2015 - 17 h 30 UTC+08:00 | 29 mars 2015 - 17 h 30 UTC+08:00 |
|  | France                           | France                           | 38             | 26 |                                  |                                  |  |  | 29 mars 2015 - 17 h 30 UTC+08:00 | 29 mars 2015 - 17 h 30 UTC+08:00 |
|  | France                           |                                  |                | 26 |                                  |                                  |  |  | 29 mars 2015 - 17 h 30 UTC+08:00 | 29 mars 2015 - 17 h 30 UTC+08:00 |
|  | Portugal                         | 14                               |                |    |                                  |                                  |  |  | 29 mars 2015 - 17 h 30 UTC+08:00 | 29 mars 2015 - 17 h 30 UTC+08:00 |
|  | Portugal                         | 14                               | France         | 5  |                                  |                                  |  |  |                                  |                                  |
|  | 29 mars 2015 - 10 h 14 UTC+08:00 |                                  | France         | 5  |                                  |                                  |  |  |                                  |                                  |
|  |                                  | Écosse                           | 26             |    |                                  |                                  |  |  |                                  |                                  |
|  | Pays de Galles                   | Écosse                           | 26             | 38 |                                  |                                  |  |  |                                  |                                  |
|  | Pays de Galles                   | 29 mars 2015 - 14 h 40 UTC+08:00 |                | 38 |                                  |                                  |  |  |                                  |                                  |
|  | Belgique                         | 7                                |                |    |                                  |                                  |  |  |                                  |                                  |
|  | Belgique                         | 7                                | Pays de Galles | 0  |                                  |                                  |  |  |                                  |                                  |
|  | 29 mars 2015 - 10 h 36 UTC+08:00 |                                  | Pays de Galles | 0  |                                  |                                  |  |  |                                  |                                  |
|  |                                  | Écosse                           | 34             |    |                                  |                                  |  |  |                                  |                                  |
|  | Écosse                           | Écosse                           | 34             | 28 |                                  |                                  |  |  |                                  |                                  |
|  | Écosse                           |                                  |                | 28 |                                  |                                  |  |  |                                  |                                  |
|  | Japon                            | 7                                |                |    |                                  |                                  |  |  |                                  |                                  |
|  | Japon                            | 7                                |                |    |                                  |                                  |  |  |                                  |                                  |

#### Matchs de classement

##### Plate
|  | Demi-finales                     | Demi-finales                     |           |    | Finale                           | Finale                           |
|  | Demi-finales                     | Demi-finales                     |           |    | Finale                           | Finale                           |
|  |                                  |                                  |           |    |                                  |                                  |
|  | 29 mars 2015 - 13 h 34 UTC+08:00 | 29 mars 2015 - 13 h 34 UTC+08:00 |           |    | 29 mars 2015 - 17 h 00 UTC+08:00 | 29 mars 2015 - 17 h 00 UTC+08:00 |
|  | 29 mars 2015 - 13 h 34 UTC+08:00 | 29 mars 2015 - 13 h 34 UTC+08:00 |           |    | 29 mars 2015 - 17 h 00 UTC+08:00 | 29 mars 2015 - 17 h 00 UTC+08:00 |
|  | Angleterre                       | 7                                |           |    | 29 mars 2015 - 17 h 00 UTC+08:00 | 29 mars 2015 - 17 h 00 UTC+08:00 |
|  | Angleterre                       | 7                                |           |    | 29 mars 2015 - 17 h 00 UTC+08:00 | 29 mars 2015 - 17 h 00 UTC+08:00 |
|  | Australie                        | 12                               |           |    | 29 mars 2015 - 17 h 00 UTC+08:00 | 29 mars 2015 - 17 h 00 UTC+08:00 |
|  | Australie                        | 12                               | Australie | 21 |                                  |                                  |
|  | 29 mars 2015 - 13 h 56 UTC+08:00 |                                  | Australie | 21 |                                  |                                  |
|  |                                  | États-Unis                       | 17        |    |                                  |                                  |
|  | États-Unis                       | États-Unis                       | 17        | 28 |                                  |                                  |
|  | États-Unis                       |                                  |           | 28 |                                  |                                  |
|  | Argentine                        | 14                               |           |    |                                  |                                  |
|  | Argentine                        | 14                               |           |    |                                  |                                  |

##### Shield
|  | Demi-finales                     | Demi-finales                     |       |    | Finale                           | Finale                           |
|  | Demi-finales                     | Demi-finales                     |       |    | Finale                           | Finale                           |
|  |                                  |                                  |       |    |                                  |                                  |
|  | 29 mars 2015 - 15 h 02 UTC+08:00 | 29 mars 2015 - 15 h 02 UTC+08:00 |       |    | 29 mars 2015 - 18 h 00 UTC+08:00 | 29 mars 2015 - 18 h 00 UTC+08:00 |
|  | 29 mars 2015 - 15 h 02 UTC+08:00 | 29 mars 2015 - 15 h 02 UTC+08:00 |       |    | 29 mars 2015 - 18 h 00 UTC+08:00 | 29 mars 2015 - 18 h 00 UTC+08:00 |
|  | Kenya                            | 21                               |       |    | 29 mars 2015 - 18 h 00 UTC+08:00 | 29 mars 2015 - 18 h 00 UTC+08:00 |
|  | Kenya                            | 21                               |       |    | 29 mars 2015 - 18 h 00 UTC+08:00 | 29 mars 2015 - 18 h 00 UTC+08:00 |
|  | Portugal                         | 0                                |       |    | 29 mars 2015 - 18 h 00 UTC+08:00 | 29 mars 2015 - 18 h 00 UTC+08:00 |
|  | Portugal                         | 0                                | Kenya | 26 |                                  |                                  |
|  | 29 mars 2015 - 15 h 24 UTC+08:00 |                                  | Kenya | 26 |                                  |                                  |
|  |                                  | Japon                            | 7     |    |                                  |                                  |
|  | Belgique                         | Japon                            | 7     | 7  |                                  |                                  |
|  | Belgique                         |                                  |       | 7  |                                  |                                  |
|  | Japon                            | 42                               |       |    |                                  |                                  |
|  | Japon                            | 42                               |       |    |                                  |                                  |

## Tournoi de qualification

### Phase de poules
Résultats du tournoi de qualification, :

#### Poule E
| Rang | Pays      | J | V | N | D | Pm | Pe | Diff | Pts |
| ---- | --------- | - | - | - | - | -- | -- | ---- | --- |
| 1    | Hong Kong | 3 | 2 | 0 | 1 | 69 | 29 | +40  | 7   |
| 2    | Brésil    | 3 | 2 | 0 | 1 | 57 | 36 | +21  | 7   |
| 3    | Uruguay   | 3 | 2 | 0 | 1 | 42 | 26 | +16  | 7   |
| 4    | Mexique   | 3 | 0 | 0 | 3 | 15 | 92 | -77  | 3   |

| 27 mars 2015 14 h 28 UTC+08:00 | Uruguay | 21 - 0 | Mexique | Hong Kong Stadium, Hong Kong |
| 27 mars 2015 14 h 28 UTC+08:00 |         |        |         | Hong Kong Stadium, Hong Kong |
| 27 mars 2015 14 h 28 UTC+08:00 |         |        |         | Hong Kong Stadium, Hong Kong |

| 27 mars 2015 14 h 50 UTC+08:00 | Hong Kong | 12 - 17 | Brésil | Hong Kong Stadium, Hong Kong |
| 27 mars 2015 14 h 50 UTC+08:00 |           |         |        | Hong Kong Stadium, Hong Kong |
| 27 mars 2015 14 h 50 UTC+08:00 |           |         |        | Hong Kong Stadium, Hong Kong |

| 27 mars 2015 16 h 40 UTC+08:00 | Uruguay | 14 - 7 | Brésil | Hong Kong Stadium, Hong Kong |
| 27 mars 2015 16 h 40 UTC+08:00 |         |        |        | Hong Kong Stadium, Hong Kong |
| 27 mars 2015 16 h 40 UTC+08:00 |         |        |        | Hong Kong Stadium, Hong Kong |

| 27 mars 2015 17 h 02 UTC+08:00 | Hong Kong | 38 - 5 | Mexique | Hong Kong Stadium, Hong Kong |
| 27 mars 2015 17 h 02 UTC+08:00 |           |        |         | Hong Kong Stadium, Hong Kong |
| 27 mars 2015 17 h 02 UTC+08:00 |           |        |         | Hong Kong Stadium, Hong Kong |

| 28 mars 2015 9 h 44 UTC+08:00 | Brésil | 33 - 10 | Mexique | Hong Kong Stadium, Hong Kong |
| 28 mars 2015 9 h 44 UTC+08:00 |        |         |         | Hong Kong Stadium, Hong Kong |
| 28 mars 2015 9 h 44 UTC+08:00 |        |         |         | Hong Kong Stadium, Hong Kong |

| 28 mars 2015 10 h 50 UTC+08:00 | Hong Kong | 19 - 7 | Uruguay | Hong Kong Stadium, Hong Kong |
| 28 mars 2015 10 h 50 UTC+08:00 |           |        |         | Hong Kong Stadium, Hong Kong |
| 28 mars 2015 10 h 50 UTC+08:00 |           |        |         | Hong Kong Stadium, Hong Kong |

#### Poule F
| Rang | Pays                      | J | V | N | D | Pm | Pe | Diff | Pts |
| ---- | ------------------------- | - | - | - | - | -- | -- | ---- | --- |
| 1    | Papouasie-Nouvelle-Guinée | 3 | 3 | 0 | 0 | 66 | 36 | +30  | 9   |
| 2    | Russie                    | 3 | 2 | 0 | 1 | 57 | 38 | +19  | 7   |
| 3    | Corée du Sud              | 3 | 1 | 0 | 2 | 47 | 42 | +5   | 5   |
| 4    | Tunisie                   | 3 | 0 | 0 | 3 | 12 | 66 | -54  | 3   |

| 27 mars 2015 13 h 44 UTC+08:00 | Papouasie-Nouvelle-Guinée | 19 - 0 | Tunisie | Hong Kong Stadium, Hong Kong |
| 27 mars 2015 13 h 44 UTC+08:00 |                           |        |         | Hong Kong Stadium, Hong Kong |
| 27 mars 2015 13 h 44 UTC+08:00 |                           |        |         | Hong Kong Stadium, Hong Kong |

| 27 mars 2015 14 h 06 UTC+08:00 | Russie | 14 - 7 | Corée du Sud | Hong Kong Stadium, Hong Kong |
| 27 mars 2015 14 h 06 UTC+08:00 |        |        |              | Hong Kong Stadium, Hong Kong |
| 27 mars 2015 14 h 06 UTC+08:00 |        |        |              | Hong Kong Stadium, Hong Kong |

| 27 mars 2015 15 h 56 UTC+08:00 | Papouasie-Nouvelle-Guinée | 21 - 19 | Corée du Sud | Hong Kong Stadium, Hong Kong |
| 27 mars 2015 15 h 56 UTC+08:00 |                           |         |              | Hong Kong Stadium, Hong Kong |
| 27 mars 2015 15 h 56 UTC+08:00 |                           |         |              | Hong Kong Stadium, Hong Kong |

| 27 mars 2015 16 h 18 UTC+08:00 | Russie | 21 - 5 | Tunisie | Hong Kong Stadium, Hong Kong |
| 27 mars 2015 16 h 18 UTC+08:00 |        |        |         | Hong Kong Stadium, Hong Kong |
| 27 mars 2015 16 h 18 UTC+08:00 |        |        |         | Hong Kong Stadium, Hong Kong |

| 28 mars 2015 9 h 22 UTC+08:00 | Corée du Sud | 21 - 7 | Tunisie | Hong Kong Stadium, Hong Kong |
| 28 mars 2015 9 h 22 UTC+08:00 |              |        |         | Hong Kong Stadium, Hong Kong |
| 28 mars 2015 9 h 22 UTC+08:00 |              |        |         | Hong Kong Stadium, Hong Kong |

| 28 mars 2015 10 h 28 UTC+08:00 | Russie | 17 - 26 | Papouasie-Nouvelle-Guinée | Hong Kong Stadium, Hong Kong |
| 28 mars 2015 10 h 28 UTC+08:00 |        |         |                           | Hong Kong Stadium, Hong Kong |
| 28 mars 2015 10 h 28 UTC+08:00 |        |         |                           | Hong Kong Stadium, Hong Kong |

#### Poule G
| Rang | Pays     | J | V | N | D | Pm | Pe  | Diff | Pts |
| ---- | -------- | - | - | - | - | -- | --- | ---- | --- |
| 1    | Espagne  | 3 | 3 | 0 | 0 | 87 | 10  | +77  | 9   |
| 2    | Zimbabwe | 3 | 2 | 0 | 1 | 77 | 10  | +67  | 7   |
| 3    | Tonga    | 3 | 1 | 0 | 2 | 41 | 92  | -51  | 5   |
| 4    | Guyana   | 3 | 0 | 0 | 3 | 29 | 122 | -93  | 3   |

| 27 mars 2015 13 h 00 UTC+08:00 | Zimbabwe | 36 - 0 | Guyana | Hong Kong Stadium, Hong Kong |
| 27 mars 2015 13 h 00 UTC+08:00 |          |        |        | Hong Kong Stadium, Hong Kong |
| 27 mars 2015 13 h 00 UTC+08:00 |          |        |        | Hong Kong Stadium, Hong Kong |

| 27 mars 2015 13 h 22 UTC+08:00 | Espagne | 27 - 5 | Tonga | Hong Kong Stadium, Hong Kong |
| 27 mars 2015 13 h 22 UTC+08:00 |         |        |       | Hong Kong Stadium, Hong Kong |
| 27 mars 2015 13 h 22 UTC+08:00 |         |        |       | Hong Kong Stadium, Hong Kong |

| 27 mars 2015 15 h 12 UTC+08:00 | Zimbabwe | 41 - 0 | Tonga | Hong Kong Stadium, Hong Kong |
| 27 mars 2015 15 h 12 UTC+08:00 |          |        |       | Hong Kong Stadium, Hong Kong |
| 27 mars 2015 15 h 12 UTC+08:00 |          |        |       | Hong Kong Stadium, Hong Kong |

| 27 mars 2015 15 h 34 UTC+08:00 | Espagne | 50 - 5 | Guyana | Hong Kong Stadium, Hong Kong |
| 27 mars 2015 15 h 34 UTC+08:00 |         |        |        | Hong Kong Stadium, Hong Kong |
| 27 mars 2015 15 h 34 UTC+08:00 |         |        |        | Hong Kong Stadium, Hong Kong |

| 28 mars 2015 9 h 00 UTC+08:00 | Tonga | 36 - 24 | Guyana | Hong Kong Stadium, Hong Kong |
| 28 mars 2015 9 h 00 UTC+08:00 |       |         |        | Hong Kong Stadium, Hong Kong |
| 28 mars 2015 9 h 00 UTC+08:00 |       |         |        | Hong Kong Stadium, Hong Kong |

| 28 mars 2015 10 h 06 UTC+08:00 | Espagne | 10 - 0 | Zimbabwe | Hong Kong Stadium, Hong Kong |
| 28 mars 2015 10 h 06 UTC+08:00 |         |        |          | Hong Kong Stadium, Hong Kong |
| 28 mars 2015 10 h 06 UTC+08:00 |         |        |          | Hong Kong Stadium, Hong Kong |

### Tournoi qualificatif
|  | Quarts de finale               | Quarts de finale               |                           |    | Demi-finales                   | Demi-finales                   |  |  | Finale                         | Finale                         |
|  | Quarts de finale               | Quarts de finale               |                           |    | Demi-finales                   | Demi-finales                   |  |  | Finale                         | Finale                         |
|  |                                |                                |                           |    |                                |                                |  |  |                                |                                |
|  | 28 mars 2015 - 18:10 UTC+08:00 | 28 mars 2015 - 18:10 UTC+08:00 |                           |    | 29 mars 2015 - 12:26 UTC+08:00 | 29 mars 2015 - 12:26 UTC+08:00 |  |  | 29 mars 2015 - 16:30 UTC+08:00 | 29 mars 2015 - 16:30 UTC+08:00 |
|  | 28 mars 2015 - 18:10 UTC+08:00 | 28 mars 2015 - 18:10 UTC+08:00 |                           |    | 29 mars 2015 - 12:26 UTC+08:00 | 29 mars 2015 - 12:26 UTC+08:00 |  |  | 29 mars 2015 - 16:30 UTC+08:00 | 29 mars 2015 - 16:30 UTC+08:00 |
|  | Papouasie-Nouvelle-Guinée      | 38                             |                           |    | 29 mars 2015 - 12:26 UTC+08:00 | 29 mars 2015 - 12:26 UTC+08:00 |  |  | 29 mars 2015 - 16:30 UTC+08:00 | 29 mars 2015 - 16:30 UTC+08:00 |
|  | Papouasie-Nouvelle-Guinée      | 38                             |                           |    | 29 mars 2015 - 12:26 UTC+08:00 | 29 mars 2015 - 12:26 UTC+08:00 |  |  | 29 mars 2015 - 16:30 UTC+08:00 | 29 mars 2015 - 16:30 UTC+08:00 |
|  | Uruguay                        | 10                             |                           |    | 29 mars 2015 - 12:26 UTC+08:00 | 29 mars 2015 - 12:26 UTC+08:00 |  |  | 29 mars 2015 - 16:30 UTC+08:00 | 29 mars 2015 - 16:30 UTC+08:00 |
|  | Uruguay                        | 10                             | Papouasie-Nouvelle-Guinée | 7  |                                |                                |  |  | 29 mars 2015 - 16:30 UTC+08:00 | 29 mars 2015 - 16:30 UTC+08:00 |
|  | 28 mars 2015 - 18:32 UTC+08:00 |                                | Papouasie-Nouvelle-Guinée | 7  |                                |                                |  |  | 29 mars 2015 - 16:30 UTC+08:00 | 29 mars 2015 - 16:30 UTC+08:00 |
|  |                                | Russie                         | 26                        |    |                                |                                |  |  | 29 mars 2015 - 16:30 UTC+08:00 | 29 mars 2015 - 16:30 UTC+08:00 |
|  | Hong Kong                      | Russie                         | 26                        | 0  |                                |                                |  |  | 29 mars 2015 - 16:30 UTC+08:00 | 29 mars 2015 - 16:30 UTC+08:00 |
|  | Hong Kong                      |                                |                           | 0  |                                |                                |  |  | 29 mars 2015 - 16:30 UTC+08:00 | 29 mars 2015 - 16:30 UTC+08:00 |
|  | Russie                         | 24                             |                           |    |                                |                                |  |  | 29 mars 2015 - 16:30 UTC+08:00 | 29 mars 2015 - 16:30 UTC+08:00 |
|  | Russie                         | 24                             | Russie                    | 22 |                                |                                |  |  |                                |                                |
|  | 28 mars 2015 - 18:54 UTC+08:00 |                                | Russie                    | 22 |                                |                                |  |  |                                |                                |
|  |                                | Zimbabwe                       | 19                        |    |                                |                                |  |  |                                |                                |
|  | Zimbabwe                       | Zimbabwe                       | 19                        | 21 |                                |                                |  |  |                                |                                |
|  | Zimbabwe                       | 29 mars 2015 - 12:48 UTC+08:00 |                           | 21 |                                |                                |  |  |                                |                                |
|  | Brésil                         | 14                             |                           |    |                                |                                |  |  |                                |                                |
|  | Brésil                         | 14                             | Zimbabwe                  | 24 |                                |                                |  |  |                                |                                |
|  | 28 mars 2015 - 19:16 UTC+08:00 |                                | Zimbabwe                  | 24 |                                |                                |  |  |                                |                                |
|  |                                | Espagne                        | 14                        |    |                                |                                |  |  |                                |                                |
|  | Espagne                        | Espagne                        | 14                        | 47 |                                |                                |  |  |                                |                                |
|  | Espagne                        |                                |                           | 47 |                                |                                |  |  |                                |                                |
|  | Corée du Sud                   | 7                              |                           |    |                                |                                |  |  |                                |                                |
|  | Corée du Sud                   | 7                              |                           |    |                                |                                |  |  |                                |                                |

## Bilan
Statistiques sportives
- Meilleurs marqueurs d'essais du tournoi :  Savenaca Rawaca /  Zack Test (6 essais)[9]
- Meilleurs réalisateurs du tournoi :  Madison Hughes /  Osea Kolinisau  (45 points)[10]

Affluences